# Mujtaba Hussaini Shirazi
Mujtaba Hussaini Shirazi (arabe : السيد مجتبى الحسيني الشيرازي, persan : سید مجتبى شیرازی) est un ayatollah né à Karbala en Irak. C'est le jeune frère du grand ayatollah Mohammad al-Husayni al-Shirazi et l'oncle de Morteza Shirazi. De ce fait c'est un parent du grand ayatollah sayyid Mirza Shirazi.

## Biographie
Né à Karbala en Irak, il quitte le pays après la révolution islamique en Iran pour s'installer à Londres en Angleterre où il réside actuellement. Il est issu de la famille du sayyid Mirza Shirazi, un éminent ayatollah iranien du XIXe siècle connu pour son opposition et sa fatwa contre l'accord du Shah Nasser-al-Din Shah Qajar qui accorde à la Grande-Bretagne le contrôle sur la croissance, la vente et l'exportation du tabac en Perse (La Révolte du tabac amènera à l'interdiction de la culture, de la consommation et du transport du tabac). Il a fait ses études religieuses dans les séminaires de Karbala, Nadjaf, Qom et Mashhad.

## Prise de position
C'est un virulent opposant à l'idéologie de la République Islamique d'Iran (Velayat-e faqih) où il n'hésite pas à utiliser une rhétorique insultante à l'égard des politiciens iraniens et partisans de cette doctrine. Perçu comme une figure radicale de la famille Shirazi, il n'hésite jamais à utiliser un langage obscène et familier à l'égard de ses rivaux et opposants des différentes sectes islamiques.
En 2005 lors d'un prêche à Londres, il parlera de l'attaque et de l'oppression de la famille Shirazi et de ses partisans à Qom par la république islamique d'Iran, il descendra le régime iranien et insultera le guide suprême Ali Khamenei de — sauvage, chien, d'incroyant, d'oppresseur, de Saddam (en référence à Saddam Hussein qui oppressait les chiites), de Shah, etc.

## Ses professeurs
Parmi ses professeurs, on compte :
1. Le grand ayatollah Mohammad al-Husayni al-Shirazi.(son frère ainé).[réf. nécessaire]
2. Le grand ayatollah Rouhollah Khomeini.[réf. nécessaire]

## Ses élèves
Parmi ses élèves, on compte :
1. Le cheikh Yasser al-Habib, personnage polémique qui réside à Londres après s'être fait déchoir de sa nationalité koweïtienne pour avoir maudit plusieurs personnalités du sunnisme, il est également son beau-fils[5].
2. Le sayyid Mustafa Shirazi, fils de l'ayatollah Mujtaba Shirazi.